# AC Carpenedolo
AC Carpenedolo, officieel bekend als Football Club Carpenedolo S.S.D., is een Italiaanse voetbalclub uit Carpenedolo in de provincie Brescia. Opgericht in 1957, speelde de club jarenlang in de lagere divisies en bereikte hun hoogtepunt in de Serie C2, de vierde divisie van Italië, met zes opeenvolgende seizoenen vanaf 2003. Momenteel speelt AC Carpenedolo in de Eccellenza, de vijfde divisie, na een reeks promoties en degradaties en een heroprichting in 2020 onder een nieuwe eigenaar.